# Lijst van rijksmonumenten in Maastricht/Tongerseweg
Een overzicht van de 16 rijksmonumenten in de stad Maastricht gelegen aan of bij de Tongerseweg.
| Object | Oorspronkelijke functie?  | Bouwjaar            | Architect       | Locatie             | Coördinaten?                  | Nr.?   | Afbeelding        |
| --- | ------------------------- | ------------------- | --------------- | ------------------- | ----------------------------- | ------ | ----------------- |
| Tabaksfabriek Philips. | Industrie                 | 1918                |                 | Tongerseweg 57      | 50° 50' 37" NB, 5° 40' 41" OL | 506733 | Meer afbeeldingen |
| Klooster en Kweekschool Broeders Onbevlekte Ontvangenis.                                                                     | Klooster, kloosteronderdl | 1909                | L. Faber        | Tongerseweg 135     | 50° 50' 31" NB, 5° 40' 14" OL | 506723 | Meer afbeeldingen |
| Statig huis onder zadeldak met brede voorgevel.                                                                              | Woonhuis                  | 18e eeuw - 19e eeuw |                 | Tongerseweg 231     | 50° 50' 17" NB, 5° 39' 39" OL | 27987  | Meer afbeeldingen |
| Statig huis onder een zadeldak met brede voorgevel.                                                                          | Gebouw                    | 19e eeuw            |                 | Tongerseweg 241     | 50° 50' 16" NB, 5° 39' 36" OL | 27988  | Meer afbeeldingen |
| Huis met zadeldak tussen topgevels met vlechtingen.                                                                          | Woonhuis                  | 19e eeuw            |                 | Tongerseweg 252     | 50° 50' 30" NB, 5° 40' 7" OL  | 27989  | Meer afbeeldingen |
| Poortgebouw van de Algemene Begraafplaats Tongerseweg onder een mansardedak met een gebeeldhouwde sluitsteen met doodshoofd. | Begraafplaats en -onderdl | 19e eeuw            |                 | Tongerseweg 292     | 50° 50' 21" NB, 5° 39' 45" OL | 27990  | Meer afbeeldingen |
| Kapel Begraafplaats Tongerseweg                                                                                              | Kapel                     | 1885-1890           | Johannes Kayser | Tongerseweg bij 292 | 50° 50' 23" NB, 5° 39' 46" OL | 506570 | Meer afbeeldingen |
| Grafmonument van Jean Lambert Antoine de Behr                                                                                | Begraafplaats en -onderdl | 1813                |                 | Tongerseweg bij 292 | 50° 50' 24" NB, 5° 39' 42" OL | 506571 | Meer afbeeldingen |
| Grafmonument van de paters jezuïeten                                                                                         | Begraafplaats en -onderdl | 1850-1875           | H. Pierey       | Tongerseweg bij 292 | 50° 50' 24" NB, 5° 39' 41" OL | 506572 | Meer afbeeldingen |
| Grafmonument van de familie De Stuers                                                                                        | Begraafplaats en -onderdl | 1861                |                 | Tongerseweg bij 292 | 50° 50' 24" NB, 5° 39' 48" OL | 506573 | Meer afbeeldingen |
| Grafmonumenten van de familie Macpherson-van Meeuwen                                                                         | Begraafplaats en -onderdl | 1846, 1848, 1889    |                 | Tongerseweg bij 292 | 50° 50' 22" NB, 5° 39' 45" OL | 506574 | Meer afbeeldingen |
| Grafmonumenten van de familie Gericke van Herwijnen-de Salis                                                                 | Begraafplaats en -onderdl | 1845-1875           |                 | Tongerseweg bij 292 | 50° 50' 22" NB, 5° 39' 47" OL | 506575 | Meer afbeeldingen |
| Grafmonument van Barbera Bosch van Drakenstein-Volkhemer                                                                     | Begraafplaats en -onderdl | 1842                |                 | Tongerseweg bij 292 | 50° 50' 22" NB, 5° 39' 44" OL | 506576 | Meer afbeeldingen |
| Grafmonument van Hubert Beckers                                                                                              | Begraafplaats en -onderdl | 1932                | Vrolijk         | Tongerseweg bij 292 | 50° 50' 25" NB, 5° 39' 38" OL | 506577 | Meer afbeeldingen |
| Grafmonument van Frederik Becks                                                                                              | Begraafplaats en -onderdl | 1931                | L. Pieters      | Tongerseweg bij 292 | 50° 50' 24" NB, 5° 39' 38" OL | 506578 | Meer afbeeldingen |
| Ommuring en poorten Algemene Begraafplaats Tongerseweg.                                                                      | Begraafplaats en -onderdl | 1850-1900           |                 | Tongerseweg bij 292 | 50° 50' 26" NB, 5° 39' 48" OL | 506579 | Meer afbeeldingen |